# Khors
Pour les articles homonymes, voir Chors et Hurs.

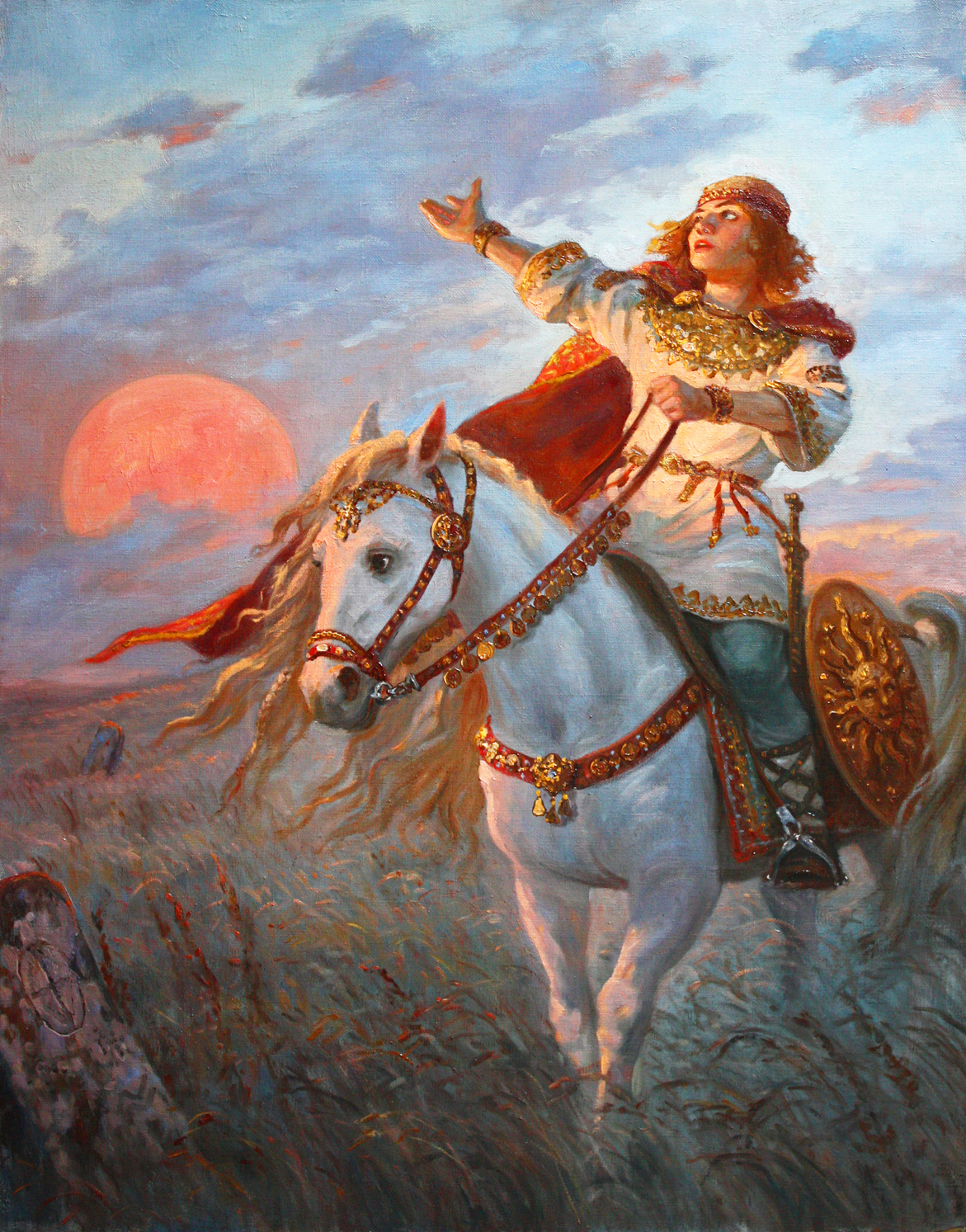
Le dieu slave Khors

Khors (aussi orthographié Hurs, Hors ou Chors, cognat probable du persan horshid, « soleil ») est une divinité de la mythologie slave.  Il est généralement accepté qu'il s'agit du dieu du soleil,, dont le culte a probablement été introduit par les tribus les plus orientales, mais certaines sources évoquent une possible association avec la lune,, du moins chez certaines ethnies.  Les seules sources antiques fiables qui l'évoquent sont Le dit de la campagne d'Igor et la Chronique de Nestor, de sorte qu'on connaît peu de chose à son sujet : sa fonction, notamment, n'est déduite que grâce à des arguments étymologiques et symboliques.  On le retrouve dans des apocryphes sous l'appellation « Grand Khors ». 